# Nearctodesmus renigens
Nearctodesmus renigens är en mångfotingart som beskrevs av Chamberlin 1949. Nearctodesmus renigens ingår i släktet Nearctodesmus och familjen Nearctodesmidae. Inga underarter finns listade i Catalogue of Life.